# Eun Ji-won
Đây là một tên người Triều Tiên, họ là Eun Ji Won.
Eun Ji-won (sinh ngày 8 tháng 6 năm 1978) là một rapper, ca sĩ, người dẫn chương trình, vũ công, nhà soạn nhạc và nhóm trưởng của nhóm nhạc thần tượng thế hệ đầu tiên SechsKies (젝스키스). Sau khi nhóm tan rã năm 2000, Eun theo đuổi sự nghiệp solo vào năm 2001 với đĩa đơn đầu tiên ("A-Ha") và chủ yếu tập trung vào hip-hop kể từ đó. Ngoài sự nghiệp âm nhạc, anh đã xuất hiện trên các chương trình ăn khách như 2 Days & 1 Night, Reply 1997, New Journey to the West và Kang's Kitchen.
Vào ngày 14 tháng 4 năm 2016, SechsKies đã tổ chức buổi concert cho người hâm mộ 16 năm sau khi tan rã thông qua chương trình nổi tiếng Infinite Challenge. Sau đó Eun và các thành viên (Ngoại trừ Ko ji yong) đã tái hợp và đã ký hợp đồng hoạt động nhóm với công ty quản lý nổi tiếng YG Entertainment

## Tuổi thơ
Eun Ji-won học tại Học viện Truyền giáo Hawaii, từ Lớp 9 đến 12. Anh là bạn học với thành viên SechsKies, Kang Sung-hun.
Ông cậu của anh là Park Chung-hee và dì, Park Geun-hye (con gái của Park Chung-hee), đã phục vụ đất nước với tư cách Tổng thống Hàn Quốc. Tuy nhiên, dì của anh đã bị luận tội sau khi phục vụ đất nước một thời gian ngắn. Mẹ Eun Ji Won từng là thành viên của nhóm nhạc nữ  "Lily Sisters".
Biệt danh của anh với Sechs Kies là "Nước tương" (vì làn da ngăm đen). "Eun Choding" ("Eun Tiểu học") cũng  là một biệt danh anh có trong thời gian tham gia  Happy Sunday: 2 ngày 1 đêm vì tính cách trẻ con của anh trên sóng truyền hình.

## Sự nghiệp
Tài năng của Eun Ji-won và Kang Sung-hoon được phát hiện bởi chủ tịch của Daesung Entertainment, Lee Ho Yeon trong thời gian ông đi nghỉ tại Hawaii. Ông đã lập một nhóm gồm sáu thành viên, trong đó Eun Ji-won là trưởng nhóm, kiêm rapper chính và ca sĩ phụ.
Nhóm ra mắt năm 1997 và tan rã vào năm 2000. Eun Ji-won kể lại khoảng thời gian của anh với Sechs Kies thật sự rất bận rộn, các thành viên còn trốn về nhà bố mẹ để thoát khỏi lịch trình làm việc khắt khe. Họ có thể biến mất khoảng hai tuần, do đó lịch trình của nhóm cũng bị huỷ. Kim Jae-duck chia sẻ rằng "Thời điểm đó chúng tôi khá ngạo mạn". Eun Ji-won cho biết phía công ty của nhóm đã nhiều lần lên kế hoạch để nhóm xuất hiện trước truyền thông mà không hỏi qua ý kiến các thành viên. Mặt khác, anh chia sẻ đó cũng là một cách để bắt kịp với nhóm nhạc hàng đầu cùng thời điểm là H.O.T. Trong chương trình "Happy together" ngày 10 tháng 3 năm 2011, Eun Ji-won kể rằng Sechs Kies đã phải duy trì một lịch trình rất chặt chẽ để có thể đuổi kịp với đối thủ H.O.T. Lúc đó, sức nóng của nhóm cũng được đánh giá là ngang bằng H.O.T.
Ngày 18 tháng 5 năm 2000, tại buổi  họp báo, SechsKies tuyên bố rời khỏi Kpop cùng những giọt nước mắt nuối tiếc. Lee Jai-jin sau này chia sẻ rằng ban đầu nhóm dự định sẽ rời khỏi công ty chứ không có ý định tan rã. Mặt khác, Eun Ji-won cho rằng các thành viên đã thống nhất rằng nhóm nên tan rã khi các thành viên đều đã đạt đến đỉnh cao. Họ đã có cơ hội để cùng nhau nhắc lại thời điểm rã nhóm trong một cuộc phỏng vấn ngày 17 tháng 10 năm 2016. Eun Ji-won tuyên bố rằng đa số các thành viên đều chấp nhận việc rã nhóm, ngoại trừ Lee Jai-jin là một trong các thành viên không đồng ý.
Sau buổi họp báo, video âm nhạc cuối cùng, "Thanks", cũng được phát hành sau buổi concert cuối cùng của nhóm. Eun Ji-won chia sẻ anh đã không thể gặp người đồng nghiệp Ko Ji-yong trong suốt bảy năm vì Ko Ji-young phải chuyển đến Hoa Kỳ để bắt đầu việc học và chưa quay về.
Mặc dù SechsKies đã tan rã vào năm 2000, nhưng vào năm 2002, Eun Ji-won đã biểu diễn cùng với cựu thành viên Kang Sung-hun, J-Walk, Kim Jae-duck và Jang Su-won. Năm 2007, anh biểu diễn cùng J-Walk trong một vài chương trình âm nhạc như Thư tình của Yoon Do Hyun đài KBS (bài hát của SechsKies, "Cặp đôi") và Ngân hàng âm nhạc. Eun Ji-won cùng J-Walk đã biểu diễn "Couple" tại đám cưới của Lee Soo-geun vào ngày 2 tháng 3 năm 2008. Anh đã hát phụ trong ca khúc chủ đề của album thứ ba của J-Walk, "My Love" và xuất hiện trong video âm nhạc của J-Walk.

## Sự nghiệp Solo

#### 2000-2004: Khởi nghiệp và đột phá
Sau khi SechsKies tan rã, Eun Ji-won bắt đầu sự nghiệp solo vào năm 2000 với một EP gồm bài hát "A-Ha" vào ngày 27 tháng 10 năm 2000. Anh ấy đã tự mình viết tất cả các bài hát trong album solo đầu tiên của mình, G Pop, được phát hành vào ngày 29 tháng 3 năm 2001. Sau thành công của album đầu tiên, anh đã thay đổi phong cách của mình và thử nghiệm với âm nhạc mới trong album thứ hai của mình, Heavy G.
Hip Hopper Eun Ji-won gia nhập công ty quản lý mới Waltz Music Entertainment vào năm 2003. Album thứ ba của anh Drunk on Hip Hop (với single "Drunk on Melody"), được phát hành vào 06 tháng 9 năm 2003. Anh sau đó phát hành lại album thứ ba của mình, bao gồm "phiên bản mùa đông" của "To Mi Casa" và "Never Ever" từ album solo đầu tiên của anh. "Drunk on Melody" đã giành giải thưởng Hip Hop tại 2003 SBS Gayo Awards và KMTV Korean Music Awards. Eun Ji-won đã biểu diễn bài hát hai lần trên sân khấu với Tiger JK của Drunken Tiger trong chương trình Yoon Do Hyun's Love Lette đài KBS.
2004-2006: Ra mắt trên truyền hình & Hip-Hop crew
Eun Ji-won đã đóng vai chính trong bộ phim hài lãng mạn Kết hôn với nữ sinh trung học (여고생 시집가기) cùng Lim Eun-kyung được đạo diễn bởi đạo diễn Oh Deok-hwan (đây cũng là tác phẩm đầu tay của anh), được phát hành vào ngày 23 tháng 12 năm 2004. Eun Ji won trong vai Park Ondal, một học sinh chuyển trường ngôi trường, tại đó anh gặp Pyung-gang (Lim). Bộ phim kể về một nữ sinh trung học phải kết hôn với một chàng trai tên là "Ondal" trước sinh nhật thứ mười sáu của cô, và có một đứa con trong vòng một năm; nếu không, cô sẽ chết.
Eun đã không xuất hiện trên truyền hình từ giữa năm 2006, nhưng lại xuất hiện một lần nữa khi The Movement (무브먼트) (một nhóm rapper và nghệ sĩ hip-hop trên khắp Hàn Quốc) tổ chức một buổi concert vào ngày 13 tháng 5 năm 2006. Nhiều nghệ sĩ của Movement đã được giới thiệu trong các album của Eun bao gồm Drunken Tiger, Tasha (Yoon Mi Rae), Dynamic Duo và Bobby Kim.

#### 2007-2010: Quay trở lại sau hai năm gián đoạn & GYM Entertainment
Eun trở lại với ngành công nghiệp âm nhạc một đĩa đơn, "Adios", sau một thời gian gián đoạn; album Love, Death, Introspection (사랑 死랑 思랑) của anh ấy được phát hành vào ngày 30 tháng 10 năm 2007 với bốn bài hát mới và một phiên bản nhạc cụ của "Adios". Mr. Tyfoon, Baek Ji-young và Sat Byul (샛별) đã tham gia trong album. "Adios", một bài hát hip-hop Latin, được Keeproots sáng tác với và viết lời bởi Mr.Tyfoon. Tiger JK từ Drunken Tiger, Mr.Tyfoon và Eun đã sản xuất album. Eun là một phần của 13 Creative Unit, công ty con của Eyagi Entertainment (cũng quản lý ca sĩ Hwang Bo và nữ diễn viên Park Si Yeon).
Vào giữa năm 2007, Eun xuất hiện trên chương trình thực tế KBS - Happy Sunday: 1 Night 2 Days. Eun cũng thay thế Kim Jong Min (người rời chương trình để thực hiện nghĩa vụ quân sự) trong chương trình Come To Play(놀러와) của MBC. Eun là thành viên của SBS ' Jihwaza (! 정신 통일) trước khi chương trình bị hủy vào tháng 9 năm 2007.
Với album thứ năm của mình, Eun đã chọn 20 trong số hơn 100 bài hát. Năm 2007, anh biểu diễn tại DKNY Party. Eun xuất hiện trên EP đầu tay của Starship Entertainment, Moon Ji-eun (phát hành vào ngày 10 tháng 4 năm 2008), rap trong "Fox" và xuất hiện trong video âm nhạc sau khi Moon xuất hiện trong video âm nhạc năm 2003 của Eun cho "Suelyly" (문득). Vào tháng 6 năm 2008, Eun hợp tác với J-Walk (Kim Jaeduck và Jang Suwon, các thành viên của Sechskies) trong một bài hát cho album của J-Walk, "My Love". Cuối năm đó, Eun phát hành G Code; với đĩa đơn là "Dangerous".
Đầu năm 2009, Eun rời CH Entertainment và bắt đầu công ty riêng của mình, GYM Entertainment. Nghệ sĩ đầu tiên được phát hành trong công ty của anh ấy là ca sĩ-rapper Gilme; Eun xuất hiện trong bài hát đầu tay của Gilme, "Love Cuts", và đã biểu diễn bài hát này trên sân khấu cùng cô.
Sau một năm gián đoạn từ sân khấu âm nhạc, Eun đã phát hành album phòng thu đầy đủ thứ năm của mình, Platonic. Ca khúc chính, "Siren", là một bài hát nhảy điện tử với nhịp điệu hip-hop. Eun hợp tác với Mr.Tyfoon, Gilme và thành viên 2 ngày & 1 đêm Lee Su-geun trong album. Album được phát hành bởi GYM Entertainment và Starship Entertainment.

#### 2011-: Dự án clover
Vào ngày 31 tháng 3 năm 2011, Eun, Gilme và Mr.Tyfoon đã thành lập Cỏ ba lá, nhóm được chú ý nhiều khi là nhóm mới của Eun Ji-won sau 10 năm kể từ khi Sechs Kies tan rã. Họ đã biểu diễn "La Vida Loca", từ album mini Classic Over của họ, trên một số chương trình âm nhạc. "La Vida Loca" được đón nhận nồng nhiệt, đứng đầu Bảng xếp hạng âm nhạc Cyworld thậm chí hai tuần sau khi phát hành.
Vào ngày 29 tháng 9 năm 2011, Clover đã phát hành một đĩa đơn kỹ thuật số khác, "A Guy Who I know (아는 오빠)". Vào tháng 1 năm 2012, Cỏ ba lá đã nhận được Giải thưởng Hip-Hop / Rap tại Giải thưởng Âm nhạc Seoul lần thứ 21.
Vào ngày 14 tháng 8 năm 2012, Clover đã phát hành đĩa đơn kỹ thuật số thứ hai, "Pork Soup (LES)". Vào ngày 18 tháng 11 năm 2013, đĩa đơn kỹ thuật số thứ ba của Cỏ ba lá, "Trickling (주르륵)" đã được phát hành.

#### 2013-: Dự án HotSechgodRG
Năm 2013, Eun, Chun Myung-hoon, Tony An, Moon Hee-joon và Danny Ahn xuất hiện trong một chương trình mới trên QTV có tên Handsome Boys of the 20th Century.
Những chàng trai đẹp trai của thế kỷ 20 được tạo ra bởi Moon Hee-joon, người đã mời năm người nổi tiếng, tất cả đều sinh cùng năm (1978), từ ba nhóm nhạc thần tượng thế hệ đầu tiên khác để bắt đầu một phiên bản chương trình truyền hình thực tế của phim truyền hình " Trả lời 1997 ". Ông trình bày ý tưởng rằng họ sẽ gặp nhau tình cờ để trò chuyện và suy ngẫm về các chủ đề từ quá khứ mà họ không được phép chạm vào sau đó. Chương trình đóng vai HOT của Moon Hee-joon và Tony An, NRG 's Chun Myung-hoon, Sechs Kies của Eun Ji-won, và thầncủa Daniel Ahn. Năm thành viên tự đặt tên cho mình là HotSechgodRG - một danh hiệu của các nhóm nhạc thần tượng trước đây của mỗi thành viên.
Mùa đầu tiên được phát sóng từ ngày 16 tháng 4 năm 2013 đến ngày 9 tháng 7 năm 2013. Chương trình nhận được nhiều sự chú ý và HotSechgodRG xuất hiện trên nhiều chương trình giải trí cả chính thống và truyền hình, như Ca khúc bất hủ: Hát về huyền thoại, Hạnh phúc bên nhau và Hwasin - Người điều khiển trái tim (화신). Mùa thứ hai của Những chàng trai đẹp trai của Thế kỷ 20 được phát sóng từ ngày 27 tháng 8 năm 2013 đến ngày 19 tháng 11 năm 2013. HotSechgodRG thông báo rằng họ đang chuẩn bị cho buổi concert Giáng sinh (Legend Back). Thật không may, Tony gặp phải một số rắc rối pháp lý và phải rút khỏi nhóm vì anh ta tạm thời bị cấm xuất hiện. Buổi concert đã bị hủy vì họ cảm thấy họ không thể tiếp tục mà không có Tony. Mùa thứ ba được phát sóng từ ngày 26 tháng 11 năm 2013 đến ngày 26 tháng 12 năm 2013 dưới tên "Handsome Boy Communication (통신)". Chương trình bao gồm "Phòng khám EunHee (상담소)" với sự tham gia của Moon Hee-joon và Eun Ji-won và "DJ GodRG (DJ 알 LES)" với sự tham gia của Daniel Ahn và Chun Myung Hoon.
Vào tháng 5 năm 2014, đã có thông báo rằng HOTSechgodRG sẽ trở lại cho một chương trình mới vào tháng Bảy. Moon Hee-joon, Eun Ji-won, Daniel Ahn và Chun Myung Hoon đóng vai chính trong một chương trình mới có tên WISH (My Super Hero?), Được phát sóng trên OnStyle từ ngày 19 tháng 7 năm 2014 đến ngày 9 tháng 8 năm 2014.
Danny Ahn, Tony An và Chun Myung-hoon đã xuất hiện trong chương trình thực tế du lịch của Eun, Plan Man và chuyến du lịch bốn người đến đảo Jeju. Chuyến đi của họ được phát sóng trong ba tập, bắt đầu vào ngày 31 tháng 7 năm 2016. Tony An trước đó đã xuất hiện trong một tập khác với Brian Joo của Fly to the Sky.
Với việc cải tổ vị thần nhóm của Daniel Ahn vào năm 2014 và nhóm SechsKies của Eun năm 2016, sự xuất hiện của họ với nhóm năm người đã bị hạn chế do lịch trình bận rộn

## 2016 Sechskies tái hợp
Vào ngày 11 tháng 5, SechsKies đã ký hợp đồng với YG Entertainment sau cuộc hội ngộ của họ trên Infinite Challenge, ngoại trừ Ko Ji-yong. SechsKies đã tổ chức một buổi concert trở lại vào ngày 10 và 11 tháng 9 tại Nhà thi đấu Thể dục dụng cụ Olympic. Sau khi Infinite Challenge lên sóng, SechsKies đã kiếm được nhiều người hâm mộ hơn và vé buổi concert trở lại của họ đã được bán hết chỉ trong 5 phút.
Vào ngày 7 tháng 10, SechsKies đã phát hành một đĩa đơn kỹ thuật số mới "Three Words ()", đứng đầu tất cả tám bảng xếp hạng âm nhạc lớn ngay sau khi phát hành, đạt được trạng thái tiêu diệt hoàn toàn. Nó cũng được xếp hạng cao trong các bảng xếp hạng âm nhạc châu Á và iTunes toàn cầu tại Đài Loan và là một trong những bài hát hàng đầu trên bảng xếp hạng iTunes ở Hồng Kông, Singapore, Malaysia, Thái Lan và các quốc gia khác.
Vào ngày 19 tháng 8, Eun tham gia chương trình tạp kỹ ' Flower crew ' của SBS cùng với thành viên Sechs Kies, Lee Jai-jin. Tuy nhiên, họ rời khỏi Flower Crew để tập trung vào các chương trình khuyến mãi của nhóm.
Vào ngày 23 tháng 11, YG đã thông báo rằng album mới của SechsKies sẽ được phát hành vào ngày 1 tháng 12 năm 2016. Album mới " 2016 Re-ALBUM " chứa 10 bài hát hit của SechsKies đã được các nhà sản xuất YG sắp xếp lại và làm lại, và được chuẩn bị đặc biệt quà tặng cho người hâm mộ.
SechsKies tiếp tục chuyến lưu diễn buổi concert Yellow Note vào ngày 10 tháng 12 tại Daegu và vào ngày 24 tháng 1225 tại Busan. Vào ngày 31 tháng 10, tất cả các ghế trong buổi concert của SechsKies cho tháng 12 đã được bán hết trong vòng vài phút.
Vào ngày 16 tháng 12, YG đã thông báo SechsKies sẽ tổ chức buổi concert "Yellow Note Final in Seoul" vào ngày 21 và 22 tháng 1 tại Sân vận động trong nhà Jamsil. Vào ngày 22 tháng 12, tất cả 13.000 vé đã được bán hết trong vòng ba phút.
Vào cuối năm, SechsKies đã giành được một số giải thưởng bao gồm Click! Đại sảnh danh vọng Star Wars Awards, Giải thưởng âm nhạc biểu đồ Gaon lần thứ 6 Đóng góp của Kpop trong năm, Hội trường danh vọng Melon Music Awards lần thứ 8, Giải thưởng biểu diễn nhóm nhạc nam xuất sắc nhất lần thứ 31 và Giải thưởng âm nhạc Seoul lần thứ 26 Bonsang.

### 2017: Kỷ niệm 20 năm
Vào ngày 16 tháng 2, TvN tuyên bố Eun Ji-won sẽ tham gia chương trình tạp kỹ mới của họ ' The Dynamic Duo '.
Vào ngày 18 tháng 3, Eun tuyên bố mở lại câu lạc bộ fan hâm mộ chính thức '1KYNE'. Vào ngày 28 tháng 3, Eun Ji-Won đã ra mắt fanclub chính thức của mình, ở mức 12 KST, nó đã được mở để đăng ký. Hơn 30.000 người hâm mộ đã đăng nhập vào trang web cùng một lúc khiến trang web bị sập và duy trì trong khoảng một giờ trước khi người hâm mộ có thể đăng ký.
Vào ngày 19 tháng 4, YG đã thông báo rằng album mới của SechsKies " The 20th AnniversaryHọ cũng giành được vị trí số 1 trên KBS Music Bank.
Vào ngày 25 tháng 4, Eun đã phát hành 'Love Song' cho bộ phim OCN 'My Secret Romance' OST.
Vào ngày 4 tháng 5, SechsKies đã tổ chức sự kiện fansign đầu tiên của họ sau 18 năm tại Time Square nằm ở Yeongdeungpo-gu, Seoul. Địa điểm đã có hơn 3.000 người hâm mộ tập trung để xem chúng.
Vào ngày 12 tháng 5, YG đã thông báo rằng SechsKies 'sẽ ra mắt tại Nhật Bản sau 20 năm ra mắt tại Hàn Quốc. Sechskies' album ' Kỷ niệm 20 ' Nhật Bản Edition sẽ được phát hành vào ngày 19. YG công bố Sechskies' sẽ tổ chức Đại hội Nhật Bản Fan đầu tiên của họ tại Yokohama Bay Hall ở Kanagawa vào ngày 23 và tại Namba Hatch ở Osaka vào ngày 3.
Vào ngày 7 tháng 8, YG đã thông báo SechsKies sẽ tổ chức "Buổi concert kỷ niệm 20 năm" vào ngày 23 tháng 9 tại Gocheok Sky Dome. Vào ngày 22 tháng 8, tất cả các vé đã được bán hết trong vòng vài phút.
Vào ngày 16 tháng 8, YG đã thông báo Eun Ji Won đã chính thức ký hợp đồng cá nhân với YG Entertainment.

## Cuộc sống cá nhân

### 2010: Hôn nhân
Vào tháng 2 năm 2010, Eun tuyên bố sẽ kết hôn với mối tình đầu của mình, một phụ nữ hơn anh ba tuổi. Họ biết nhau từ năm 1994 tại Hawaii, nhưng sau đó chia tay khi Eun trở về Hàn Quốc để bắt đầu Sechs Kies. Eun và Lee Sooyeon đã tái hợp 13 năm sau đó và có một mối quan hệ ổn định. Chồng sắp cưới của Eun là chị dâu khi kết hôn với cầu thủ bóng đá Lee Dong-Gook. Vào ngày 7 tháng 4, Eun rời Hawaii để chuẩn bị cho lễ cưới, dự kiến vào ngày 20 tháng 4. Mặc dù việc quay phim trong 1 Đêm 2 Ngày đã bị hoãn do ROKS Cheonan bị chìm, Eun và cha mẹ trở về Hàn Quốc vào ngày 22 tháng 4 và anh đã được phỏng vấn trên chương trình Giải trí TV của Night Night của SBS; anh nói nó giống như quay quảng cáo với vợ. Vào ngày 29 tháng 4, bức ảnh đầu tiên của lễ cưới đã bị rò rỉ ra công chúng, trong đó cặp đôi đang đi xuống lối đi với gia đình và bạn bè chúc mừng họ.

### 2013: Thông báo ly hôn
Vào ngày 28 tháng 2 năm 2013, Eun tuyên bố rằng anh và vợ đã ly dị vào tháng 8 năm 2012. Một tuyên bố từ quản lý của anh cho biết: "Eun Ji-won đã cưới vợ cô ấy, cô Lee Sooyeon vào tháng 4 năm 2010, nhưng hai người đã quyết định chia tay vào tháng 8 năm 2012. Họ quyết định đi theo con đường riêng của họ để có thể có được cuộc sống mới sau những khó khăn trong việc hòa đồng do sự khác biệt trong tính cách ".

## Discography

### Sechs Kies đĩa hát
Bài viết chính:Sechs Kies § Discography

### Đĩa hát solo
Bài viết chính: đĩa hát của Eun Ji-won

#### Albums
- 2001: G Pop
- 2002: Money
- 2003: Eun Ji-won Best
- 2003: Drunken in Hip Hop
- 2003: G1-03 (Repackage)
- 2005: The 2nd Round
- 2009: Platonic
- 2015: Trauma (EP)

#### Đĩa đơn CD
- 2000: G
- 2007: 사랑 死랑 思랑 (Love, Death, Introspection)
- 2008: G Code

## Phim
| Năm  | Chức vụ                           | Vai trò           |
| ---- | --------------------------------- | ----------------- |
| 1998 | Mười bảy                          | Kim Joon-tae      |
| 2004 | Kết hôn với một nữ sinh trung học | Công viên Ondal   |
| 2009 | Lynx mất tích                     | Lynx (lồng tiếng) |

### Phim truyền hình
| Năm  | Mạng | Chức vụ            | Tính cách   | Ghi chú            |
| ---- | ---- | ------------------ | ----------- | ------------------ |
| 2001 | MBC  | Không ngừng        | Eun Ji-won  | Khách mời đặc biệt |
| 2002 | MBC  | Không ngừng        | Eun Ji-won  | Khách mời đặc biệt |
| 2003 | MBC  | Không ngừng        | Eun Ji-won  | Khách mời đặc biệt |
| 2007 | MBC  | Trái tim mới       | Cư dân mới  | Cameo              |
| 2012 | tvN  | Trả lời 1997       | Do Hak-chan |                    |
| 2013 | tvN  | Trả lời 1994       | Do Hak-chan | Cameo              |
| 2016 | JTBC | Lắng nghe tình yêu |             | Cameo              |

### Sechs Kies
| Năm  | Giải thưởng |
| ---- | --- |
| 1997 | - Giải thưởng lớn về hình ảnh và kỷ lục Hàn Quốc lần thứ 12 (Golden Disc Awards), Bonsang - Giải thưởng âm nhạc Seoul, Bonsang - Giải thưởng âm nhạc Hàn Quốc KMTV, Nghệ sĩ mới - Giải thưởng âm nhạc KBS, Bonsang - Liên hoan âm nhạc MBC, giải thưởng 10 nghệ sĩ xuất sắc nhất - Giải thưởng âm nhạc SBS, giải thưởng 10 nghệ sĩ xuất sắc nhất |
| 1998 | - Giải thưởng lớn về hình ảnh và kỷ lục Hàn Quốc lần thứ 13 (Giải thưởng đĩa vàng), Bonsang - Giải thưởng âm nhạc Seoul lần thứ 9, Daesang (được chia sẻ với HOT) - Giải thưởng âm nhạc Seoul lần thứ 9, Bonsang - Giải thưởng âm nhạc Hàn Quốc KMTV, giải thưởng phổ biến - Giải thưởng âm nhạc KBS, Nghệ sĩ của năm (Thể loại tuổi teen) - Liên hoan âm nhạc MBC, giải thưởng phổ biến (bình chọn dưới 30 tuổi) - Giải thưởng âm nhạc SBS, giải thưởng 10 nghệ sĩ xuất sắc nhất |
| 1999 | - Giải thưởng lớn về hình ảnh và kỷ lục Hàn Quốc lần thứ 14 (Giải thưởng đĩa vàng), Bonsang - Giải thưởng âm nhạc Seoul lần thứ 10, Bonsang - Giải thưởng âm nhạc Hàn Quốc KMTV, Bonsang - Giải thưởng âm nhạc KBS, Bonsang - Liên hoan âm nhạc MBC, giải thưởng 10 nghệ sĩ xuất sắc nhất - Giải thưởng âm nhạc SBS, giải thưởng 10 nghệ sĩ xuất sắc nhất |
| 2016 | - Nhấp chuột! Giải thưởng Chiến tranh giữa các vì sao, Hội trường danh vọng - Giải thưởng âm nhạc biểu đồ Gaon lần thứ 6, đóng góp của Kpop trong năm - Giải thưởng âm nhạc Melon lần thứ 8, Đại sảnh danh vọng - Giải thưởng Đĩa vàng lần thứ 31, Thành tích nhóm nam xuất sắc nhất - Giải thưởng âm nhạc Seoul lần thứ 26, Bonsang |

### Solo
| Năm  | Cơ quan trao giải thưởng          | thể loại                                                   | Kết quả |
| ---- | --------------------------------- | ---------------------------------------------------------- | ------- |
| 2001 | SBS Gayo Daejeon                  | Giải thưởng phổ biến Netizen                               | Thắng   |
| 2003 | SBS Gayo Daejeon                  | Giải thưởng Hip Hop                                        | Thắng   |
| 2003 | Giải thưởng âm nhạc Hàn Quốc KMTV | Giải thưởng Hip Hop                                        | Thắng   |
| 2010 | Giải thưởng KBS Entertainment     | Giải trí tốt nhất                                          | Thắng   |
| 2011 |                                   | Giải trí tốt nhất                                          | Đề cử   |
| 2011 | Giải thưởng KBS Entertainment     | Daesang (được trao cho tất cả các thành viên 1 đêm 2 ngày) | Thắng   |
| 2018 | Giải thưởng MBC Entertainment     | Xuất sắc hàng đầu về âm nhạc và nói chuyện                 |         |